# Пукшин Ігор Гелярович
І́гор Геля́рович Пукши́н (нар. 28 липня 1965 у с. Нижня Яблунька, Львівська область) — український юрист, політик, активний представник бойківської громади, адвокат Помаранчевої революції. Колишній заступник Глави Секретаріату Президента України Віктора Ющенка (2006–2009 роки), Уповноважений Президента України з питань контролю за діяльністю Служби безпеки України (з листопада 2007 до 2009 року).

## Біографія
Народився у с. Нижня Яблунька Львівської області у родині бойків.
У 1984–1986 роках служив у Збройних силах СРСР. У 1991 році закінчив Львівський державний університет за спеціальністю «Правознавство», отримав кваліфікацію юриста.
З 1992 до 1993 року працював експертом-радником з питань розробки та реалізації програм економічної реформи Міністерства економіки України (міністр — Віктор Пинзеник) та радником з правових питань Віцепрем'єр-міністр України з економічної реформи. З 1993 до 1994 року — експерт з правових питань Українського фонду підтримки реформ. З 1994 до 1996 року обіймав посаду начальника юридичного управління Фонду державного майна України.
У 1996 році був призначений на посаду заступника Міністра юстиції України, на якій працював протягом двох років — до 1998 року.
З 1998 до 2006 року Ігор Пукшин був головою Центру розвитку українського законодавства.
З 1998 року Ігор Пукшин був керуючим партнером адвокатське об'єднання «Бона Фідес»; з вересня 1999 року до вересня 2004 року — керуючим партнером адвокатської компанії «Правіс» (м. Київ).
З вересня 2004 року — керуючий партнер Адвокатського об'єднання "Адвокатська фірма «Пукшин і Партнери». У 2004 році під час Помаранчевої революції у Верховному Суді України був одним з адвокатів, що працювали над обґрунтуванням третього туру президентських виборів 2004 року, за що потім Ігоря Пукшина називали «адвокатом Помаранчевої революції».
З жовтня 2006 до травня 2009 року — заступник Глави Секретаріату Президента України. Під час кризи, пов'язаної з достроковими парламентськими виборами 2007 року забезпечував правовий захист позиції Президента України Віктора Ющенка, зокрема блокуючи винесення Конституційним Судом України правової оцінки указам Президента України. У листопаді 2007 додатково призначений Уповноваженим Президента України з питань контролю за діяльністю Служби безпеки України. Має 3 ранг державного службовця з 31 жовтня 2006 року.
Після звільнення з державної служби відновив адвокатську практику та став керуючим партнером Адвокатського об'єднання "Адвокатська фірма «Пукшин і Партнери».
На виборах до Верховної Ради України 2012 року Ігор Пукшин був кандидатом у народні депутати України у виборчому окрузі № 125.
Член Комісії з питань правової реформи з 7 серпня 2019.

Вільно володіє українською та російською мовами, німецькою — читає та розмовляє.

## Погляди
Як виходець з Бойківщини активно підтримує культурний рух бойків, зокрема міжнародний етнічний фестиваль бойків «Всесвітні бойківські фестини».

## Родина
Одружений, виховує п'ятьох дітей. Проживає у Києві.